# Greater Tubatse

Gemeindegebiet bis 2016

Greater Tubatse ist eine ehemalige Gemeinde im Distrikt Sekhukhune, Provinz Limpopo in Südafrika mit Sitz in Burgersfort. 2011 betrug die Einwohnerzahl 335.676 auf einer Fläche von 4602 km².
Die Gemeinde gehörte zur Provinz Mpumalanga, bevor sie Limpopo zugeschlagen wurde. Am 3. August 2016 wurde Greater Tubatse mit der Nachbargemeinde Fetakgomo zur Gemeinde Fetakgomo/Greater Tubatse vereinigt.
Die Gemeinde war nach dem Fluss Tubatse benannt, der früher als Steelport River bekannt war und ein rechter Nebenfluss des Lepelle ist.
Das Motto der Gemeinde lautete Ntsee Kgopu und stammt aus dem Nord-Sotho.